# Мечеть Ала ад-Діна (Конья)
Меч́еть Ала ад-Діна (тур. Alâeddin Camii) — найстаріша архітектурна пам'ятка в турецькому місті Конья. Мечеть розташована на центральному (історичному) міському пагорбі, також носить ім'я Ала ад-Діна. Вона є усипальницею сельджуцьких султанів.

## Історія

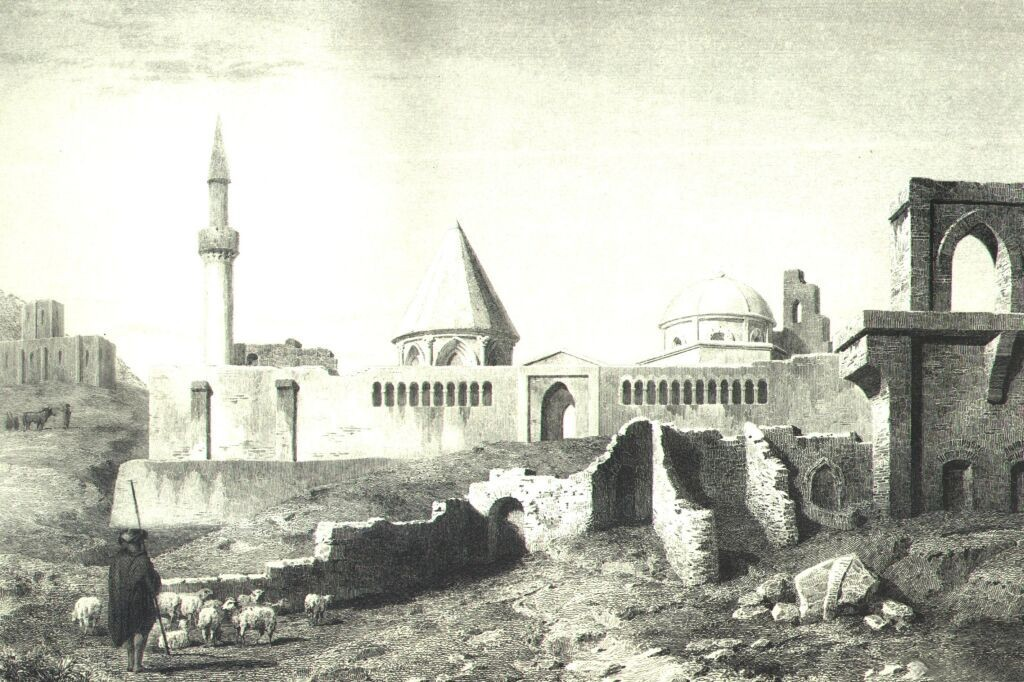
Мечеть Ала ад-Діна в 1849 году

Після захоплення Коньї сельджуками в 1080 році багато візантійських культових споруд поступово перебудовуються в мечеті. В основі мечеті Ала ад-Діна також знаходиться візантійська базиліка. Перші перебудови почалися в 1150 році під час правління султана Масуда I:391. До цього ж періоду відноситься мінбар з ебенового дерева, виготовлений у 1155 році і є найдавнішим зразком сельджуцького мистецтва в Анатолії. До цього ж часу відносяться кахельний міхраб і центральний купол.
Масштабні роботи з реконструкції та розширення мечеті розгорнулися в 1219 році за султана Кей-Кавусе I. При ньому створюється монументальний фасад з північної сторони, із виглядом на місто й палац султанів. Тоді ж починає зводитися й мармурова гробниця султанів, проте смерть Кей-Кавуса зупинила ці роботи. Відновлені вони були вже  його братом і наступником султаном Ала ад-Діне Кей-Кубаде I. За розпорядженням Ала ад-Діна в головному залі мечеті в 1235 році встановлюються 42 колони.
Після цього протягом більш ніж шести з половиною століть мечеть практично не змінювалася. Тільки в 1891 році був зведений мінарет і створений новий мармуровий міхраб:117.

## СултаниРуму, поховані в мечеті
- Масуд I
- Килич-Арслан II
- Рукн ад-дін Сулейман-шах
- Кей-Хосров I
- Ала ад-Дін Кей-Кубад I
- Кей-Хосров II
- Килич-Арслан IV
- Кей-Хосров III

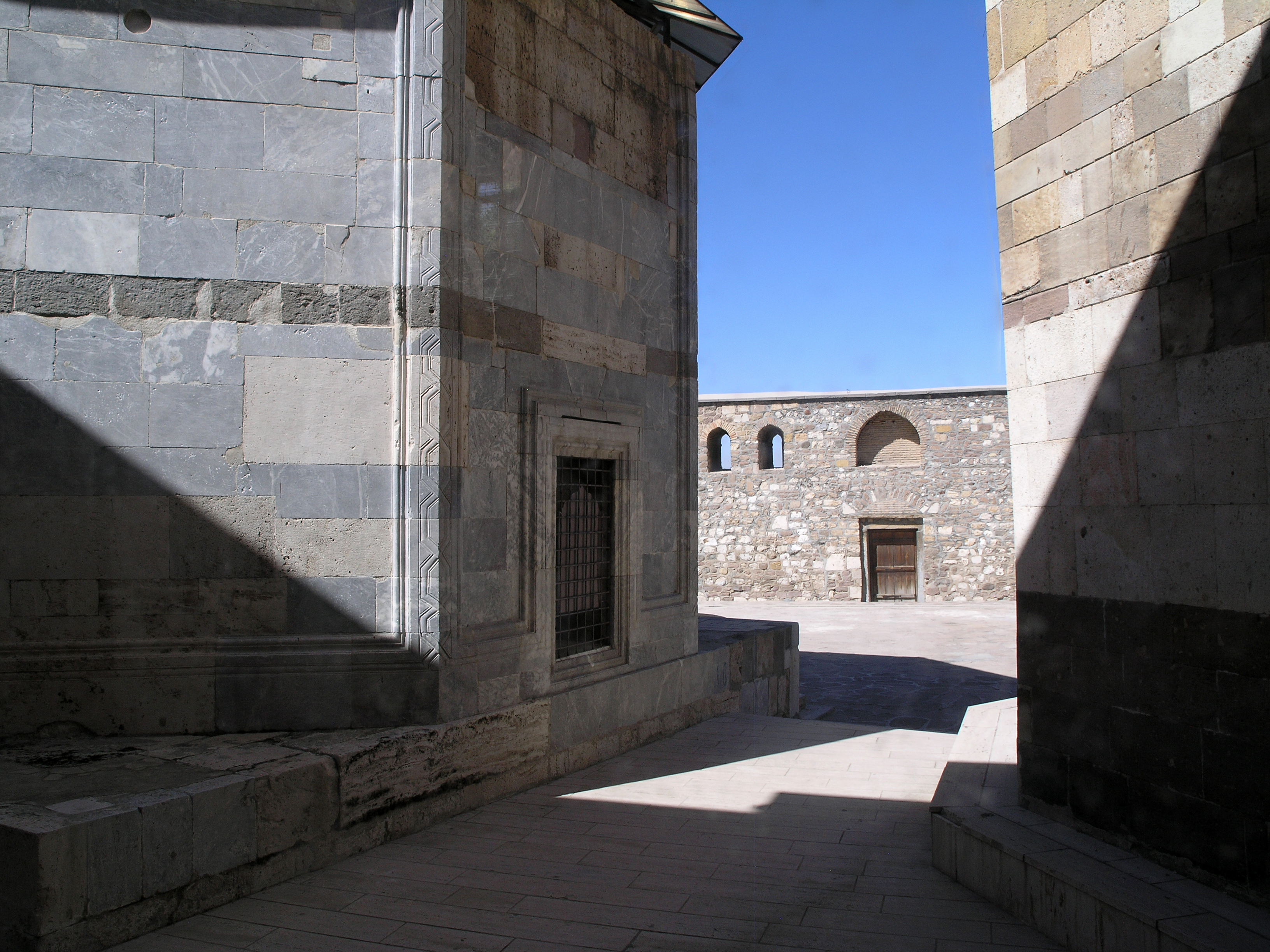
Анонімний мавзолей

Також при Кей-Кавусі I була споруджена, але не повністю завершена, восьмикутна гробниця, зараз відома як Adsız Türbe, що перекладається як «Анонімний мавзолей», так як досі не відомі імена похованих у ній людей.